# 茨城県北ジオパーク

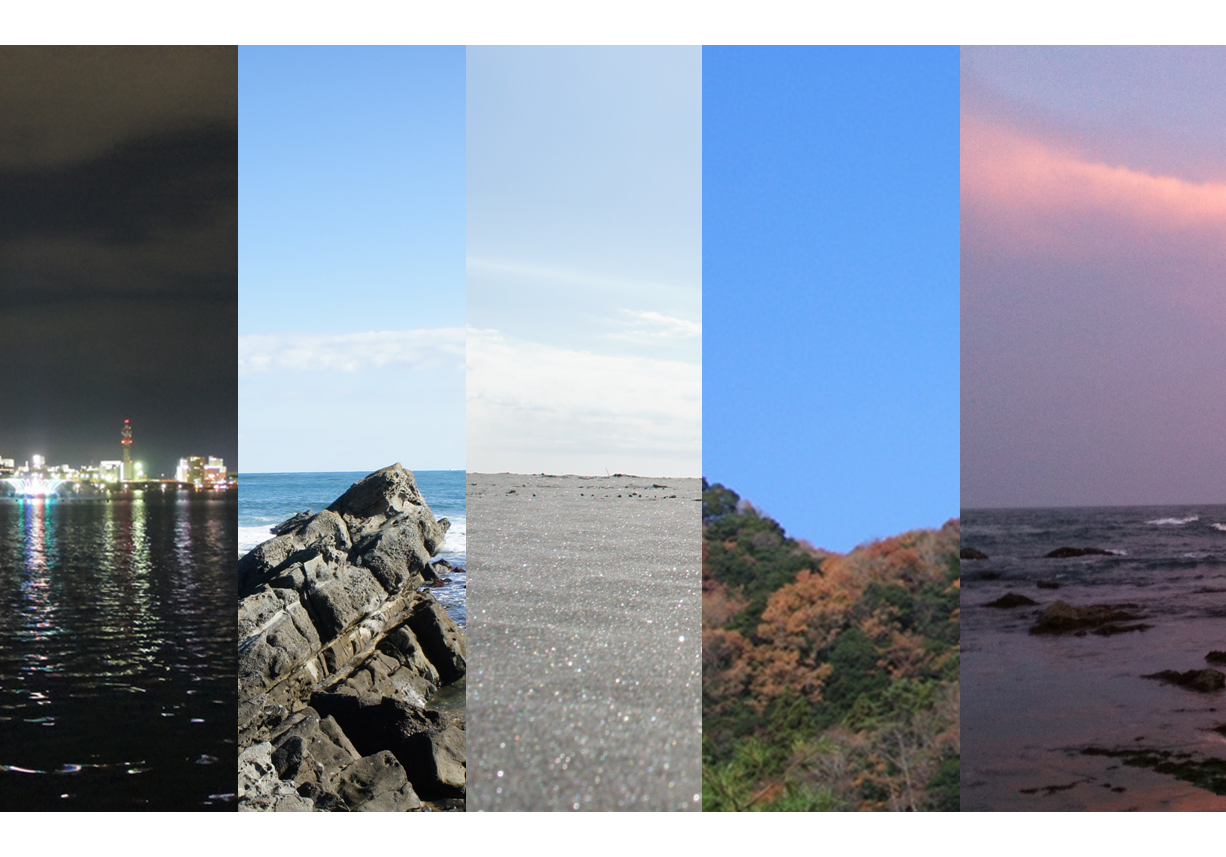
茨城県北ジオパーク

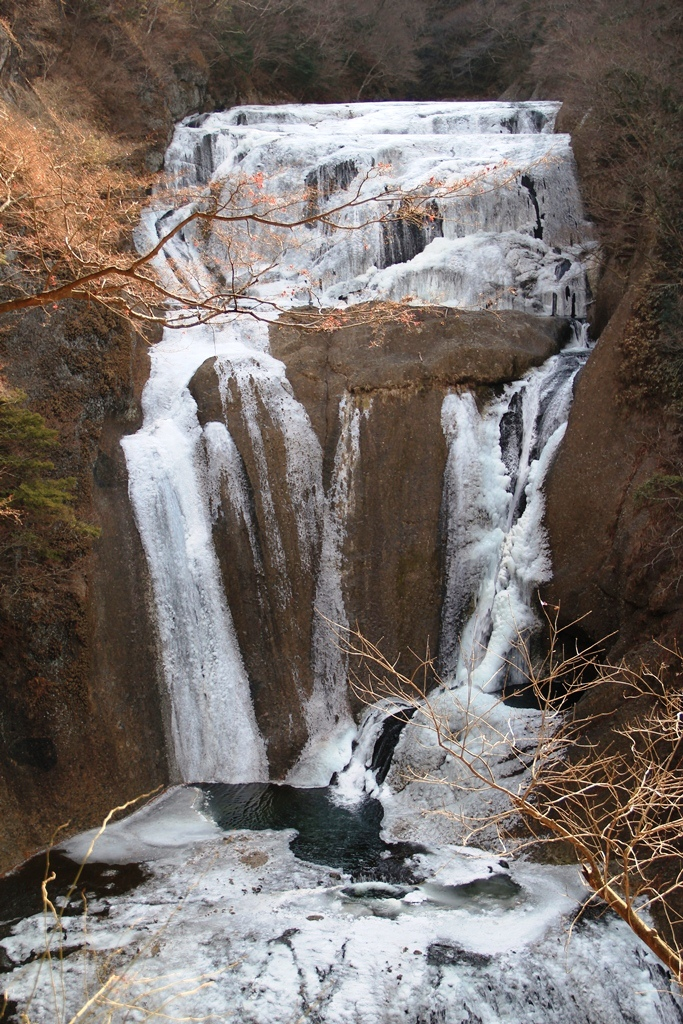
袋田の滝（大子町）

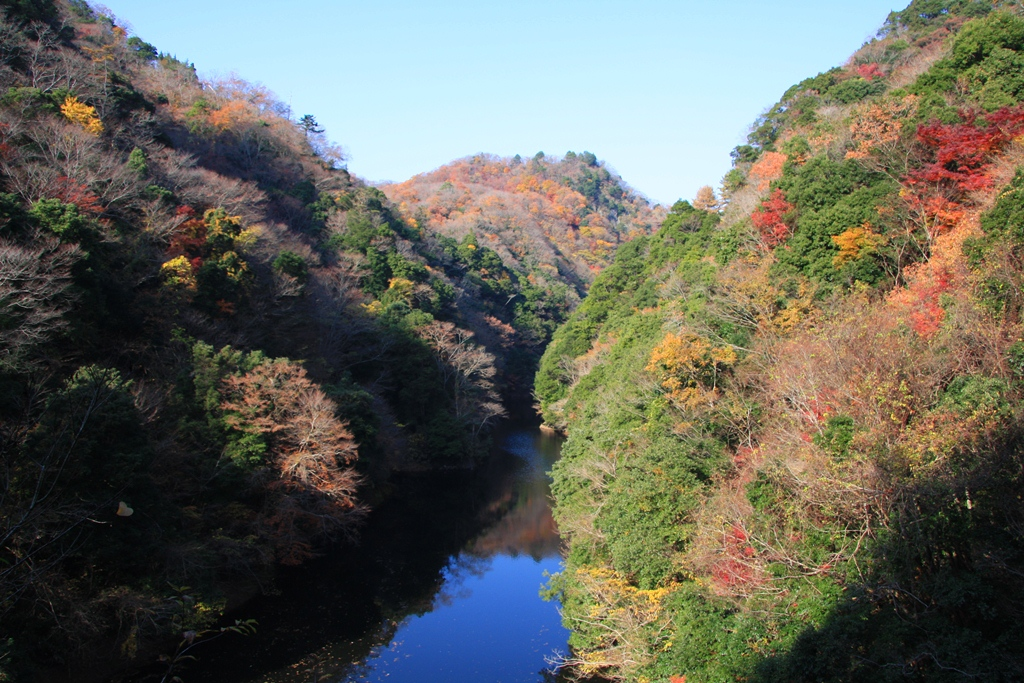
竜神渓谷（常陸太田市）

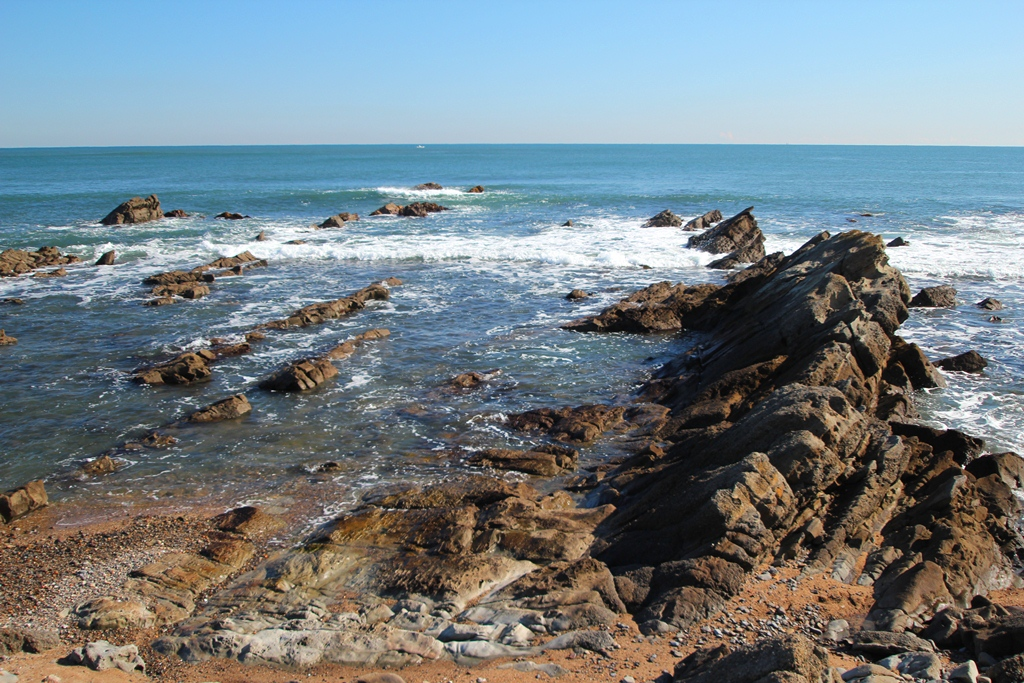
平磯海岸（ひたちなか市）

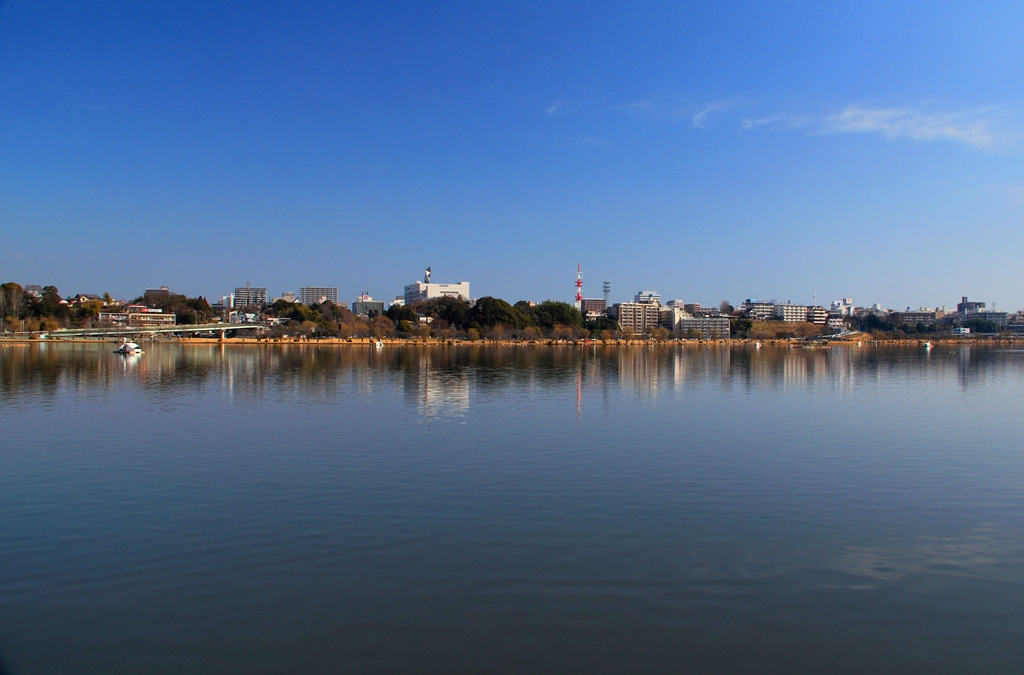
千波湖

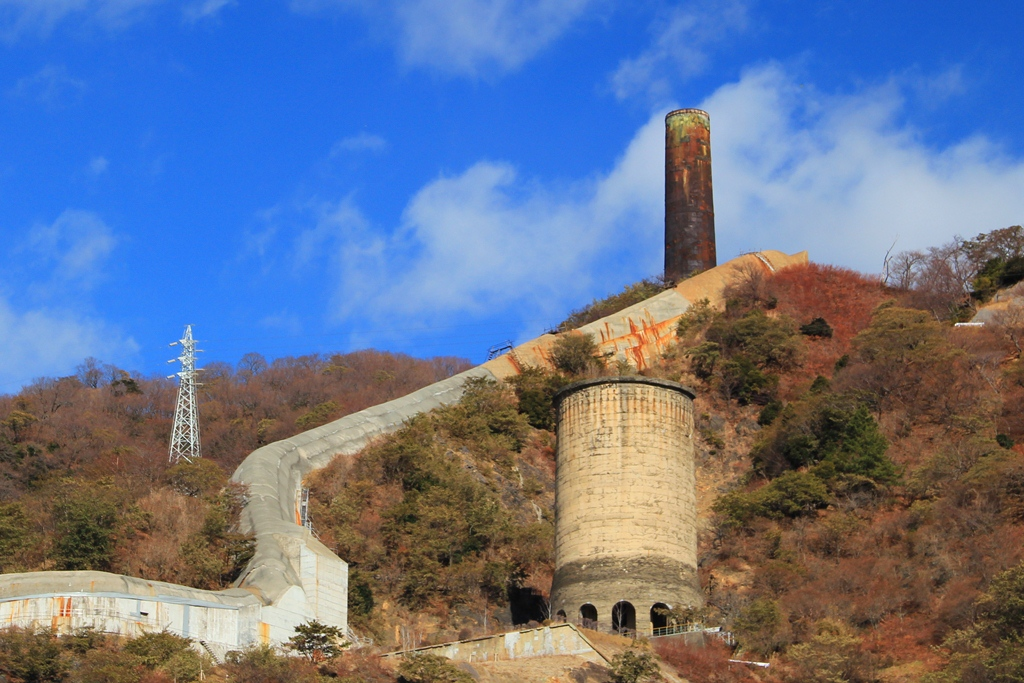
日立鉱山

茨城県北ジオパーク（いばらきけんぽくジオパーク、英: North Ibaraki Geopark）は、かつて茨城県県北地域を中心に認定されていた日本のジオパークである。2011年（平成23年）9月に日本ジオパークネットワークへの加盟が認定され、2017年（平成29年）12月22日に認定が取り消された。現在は日本ジオパークネットワークに準会員として参加し、再認定を目指している。

## 概要
茨城県北部を流れる那珂川以北（県北地域）の8自治体（日立市、北茨城市、高萩市、ひたちなか市、常陸太田市、常陸大宮市、大子町、東海村）と、その南にある水戸市および大洗町（県央地域）を合わせたエリアを対象とし、日本最古とされる5億年前の地層から現代にかけての多様な地質を有する自然公園である。
2010年（平成22年）2月に、県北地域のうち日立市を除く7自治体と、茨城大学、財団法人グリーンふるさと振興機構からなる茨城県北ジオパーク推進協議会が発足し、ジオパーク認定に向けた取り組みが開始された。2011年（平成23年）4月にジオパーク認定のための申請を行い、同年9月に日本ジオパークネットワーク (JGN) への加盟が認められた。ジオパーク内では、協議会に認定されたインタープリターがガイドを行うジオツアーが実施されていた。
茨城県北ジオパークの「県北」は、当初は特に読み方を定めていなかったが、他のジオパークのホームページにて「けんほく」（標準的な読み方）と「けんぽく」（茨城県北部で用いられる方言）が混在していることから、2012年（平成24年）に茨城県の「県北振興室」の読みに合わせて「けんぽく」で統一した。
しかし、2015年（平成27年）の再審査で活動への理解や認識の低さを指摘され、2017年（平成29年）12月22日、地質遺産の保全方針やジオパークの将来計画も整備されていないとして、史上初めて日本ジオパークの認定を取り消された。

## 沿革
- 2008年（平成20年）12月 - 茨城大学の学生団体である地質情報活用プロジェクトが県北地域の「地質観光まっぷ」を発行
- 2009年（平成21年）2月1日 - シンポジウム「茨城県北地域振興の新たな可能性をさぐる-茨城県北ジオパークをめざして-」を開催（主催:茨城大学）
- 2010年（平成22年）2月24日 - 茨城県北ジオパーク推進協議会設立
- 2011年（平成23年）
  - 3月11日 - 東日本大震災発生（五浦海岸の六角堂が津波により流失するなど大きな被害を受ける）
  - 4月25日 - 日本ジオパークネットワークへの会員登録を申請
  - 9月5日 - 日本ジオパークネットワークへの加盟が認定される
- 2015年（平成27年）「活動への理解や認識が低い」と指摘を受け再審査[2]
- 2017年（平成29年）
  - 12月22日 - 認定取り消し[1][3]

## ジオサイト
下記のジオサイトがあった。
- 袋田の滝ジオサイト
- 八溝山ジオサイト
- 五浦海岸ジオサイト
- 北茨城・常磐炭田ジオサイト
- 日立ジオサイト
- 平磯海岸ジオサイト
- 水戸・千波湖ジオサイト
- 常陸太田ジオサイト
- 大宮段丘ジオサイト
- 東海村ジオサイト
- 花貫渓谷ジオサイト
- 大洗海岸ジオサイト

## 運営団体
茨城県北ジオパーク推進協議会によって維持管理されている。この協議会の参画機関は、下記の通りである。
- 北茨城市
- 高萩市
- 常陸太田市
- 常陸大宮市
- 大子町
- ひたちなか市
- 東海村
- 筑波銀行
- 茨城大学
- 茨城県
- 水戸市
- 日立市
- 大洗町
- 常陽銀行